# Jay-Z: Unplugged

## Lista de canciones
1. "Izzo (H.O.V.A.)" (Producido por Kanye West) - 5:08
2. "Takeover" (Producido por Kanye West) - 4:56
3. "Girls, Girls, Girls" (Producido por Just Blaze) - 4:40
4. "Jigga What, Jigga Who" (Producido por Timbaland) - 2:34
5. "Big Pimpin'" (Producido por Timbaland) - 4:10
6. "Heart of the City (Ain't No Love)" (Producido por Kanye West) - 4:05
7. "Can I Get A..." (Producido por Irv Gotti) - 1:42
8. "Hard Knock Life (Ghetto Anthem)" (Producido por The 45 King) - 1:31
9. "Ain't No Nigga" (Producido por Big Jaz) - 1:01
10. "Can't Knock the Hustle/Family Affair" (Producido por Knowbody/Producido por Dr. Dre) - 6:06
11. "Song Cry" (Producido por Just Blaze) - 7:03
12. "I Just Wanna Love U (Give It 2 Me)" (Producido por The Neptunes) - 6:57
13. "Jigga That Nigga" (Producido por Trackmasters) - 8:22

- Datos: Q1449420